# Stora Gymmeln
Stora Gymmeln är en sjö i Södertälje kommun i Södermanland och ingår i Tyresån-Trosaåns kustområde. Sjön är 1,5 meter djup, har en yta på 0,02 kvadratkilometer och befinner sig 38 meter över havet.